# Grünwald Lázár
Grünwald Lázár Eliezer Dávid (Csorna, 1867. január 20. – Szatmárnémeti, 1928. május 20.) rabbi, Szatmárnémeti ortodox főrabbija, világhírű Talmud-tudós. Nyolc éven át állt Szatmárnémeti ortodox zsidóságának élén.

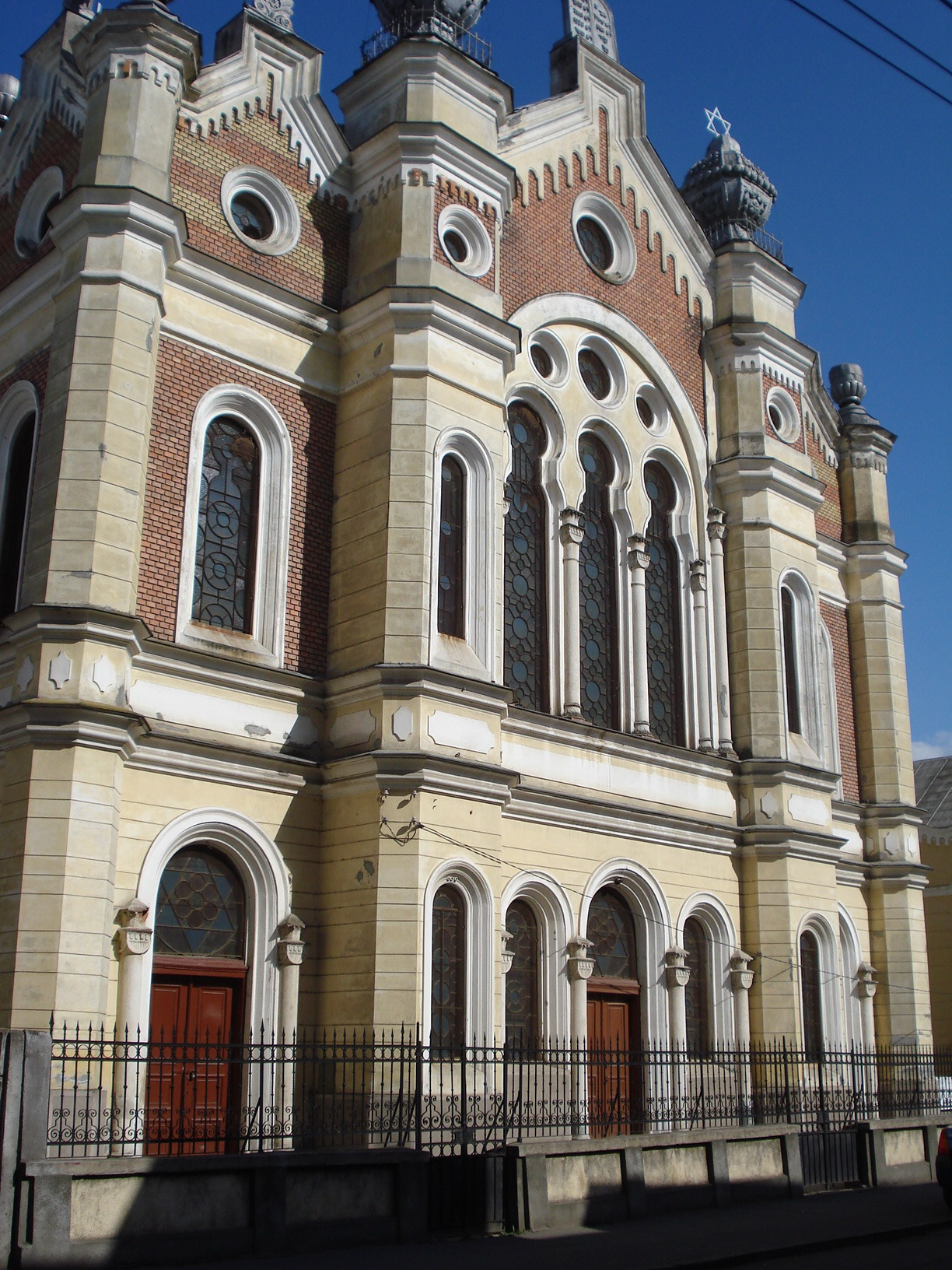
Az ortodox nagyzsinagóga Szatmárnémetiben

## Munkássága
1897-ben Dunaszerdahelyen dajan, majd Németkeresztúron a hitközség vezetője, 1912-től pedig felsővisói rabbi lett. Grünwald Juda szatmári főrabbi 1920-ban bekövetkezett halála után a szatmárnémeti ortodox zsidó hitközség (mely ekkorra már különvált a helyi status quo hitközségtől) őt hívta meg szatmári főrabbinak. Megválasztása október 17-én történt, de a hitközségben történt nézeteltérések és hatalmi harcok miatt csak 1921 március 10-én foglalhatta el állását.
Az ő vezetése alatt rohamos fejlődésnek indult a hitközségi élet. Új hitközségi székházat, új elemi iskolát építtetett.
Kibővíttette a rituális fürdőt (gőzfürdővel), korszerűsíttette az ügyvitelt, új pászkasütőt és tollfosztót építtetett.
Munkájában elkötelezett segítője volt az 1923-as választást követően idősebb Reiter Mór hitközségi elnök, Freund Haim alelnök és az elöljáróság számos vezető tagja. Megjegyzendő, hogy az ő főrabbisága alatti, 1923-as elöljáróválasztáson a cionisták kerülnek többségbe a hitközség élén.
Elképesztő munkatempójára számos méltatója megemlékszik. A hitközségi munka mellett lelkészi és elméleti munkáira is hasonló hangsúlyt fektetett. Csirák Csaba megfogalmazásában "Délelőtt a jasivában tartotta előadásait a főpap, délután a panaszokat próbálta orvosolni, éjszaka halachikus munkákat írt."
Felesége a nagy elméleti tudásáról híres Rappaport Jakab lánya, Perl volt. Jesiváját állítólag 400-n látogatták.
Grünwald Lázár főrabbi mindössze nyolc éven át bírta a saját maga által diktált munkaütemet. 1928. május 20-án elhunyt. Sírja ma is látogatott zarándokhely a haszidok és más, Szatmárról elszármazott ortodox zsidók körében.
Kéziratban maradt respunzumait és chalaikus döntéseit halála után Karen Lő Dávid címmel adták ki.

## Egyéb irodalom
- Meghalt Grünwald Lázár szatmári főrabbi In: Uj Kelet, 1928. május 22.